# سوپا مودو
سوپا مودو (انگلیسی: Supa Modo) یک فیلم است که در سال ۲۰۱۸ منتشر شد.